# Martin XB-51
El Martin XB-51 fue un avión de ataque al suelo de tres motores a reacción estadounidense. Fue diseñado en 1945 y realizó su primer vuelo en 1949. Fue diseñado originalmente como bombardero para las Fuerzas Aéreas del Ejército de los Estados Unidos bajo la especificación V-8237-1 y fue designado XA-45. La clasificación "A" de ataque al suelo fue eliminada el año siguiente, y en su lugar le fue asignada la designación XB-51. Los requerimientos eran de bombardeo a baja cota y apoyo cercano. El XB-51 perdió en la evaluación contra el English Electric Canberra, construido por Martin, que entró en servicio como Martin B-57 Canberra.

## Diseño y desarrollo

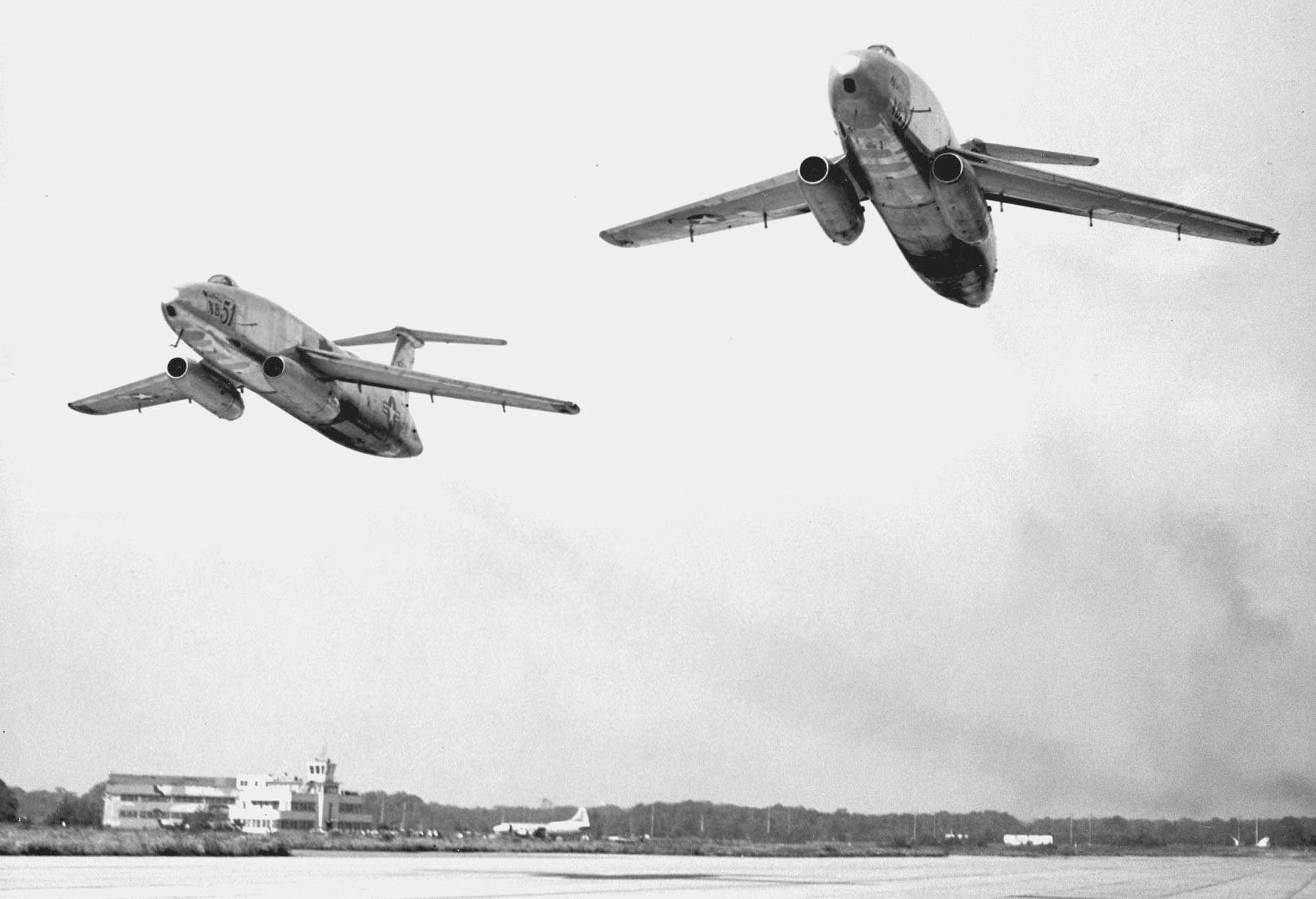
Los dos prototipos del XB-51 de Martin, vistos bajos sobre la pista en una pasada a alta velocidad.

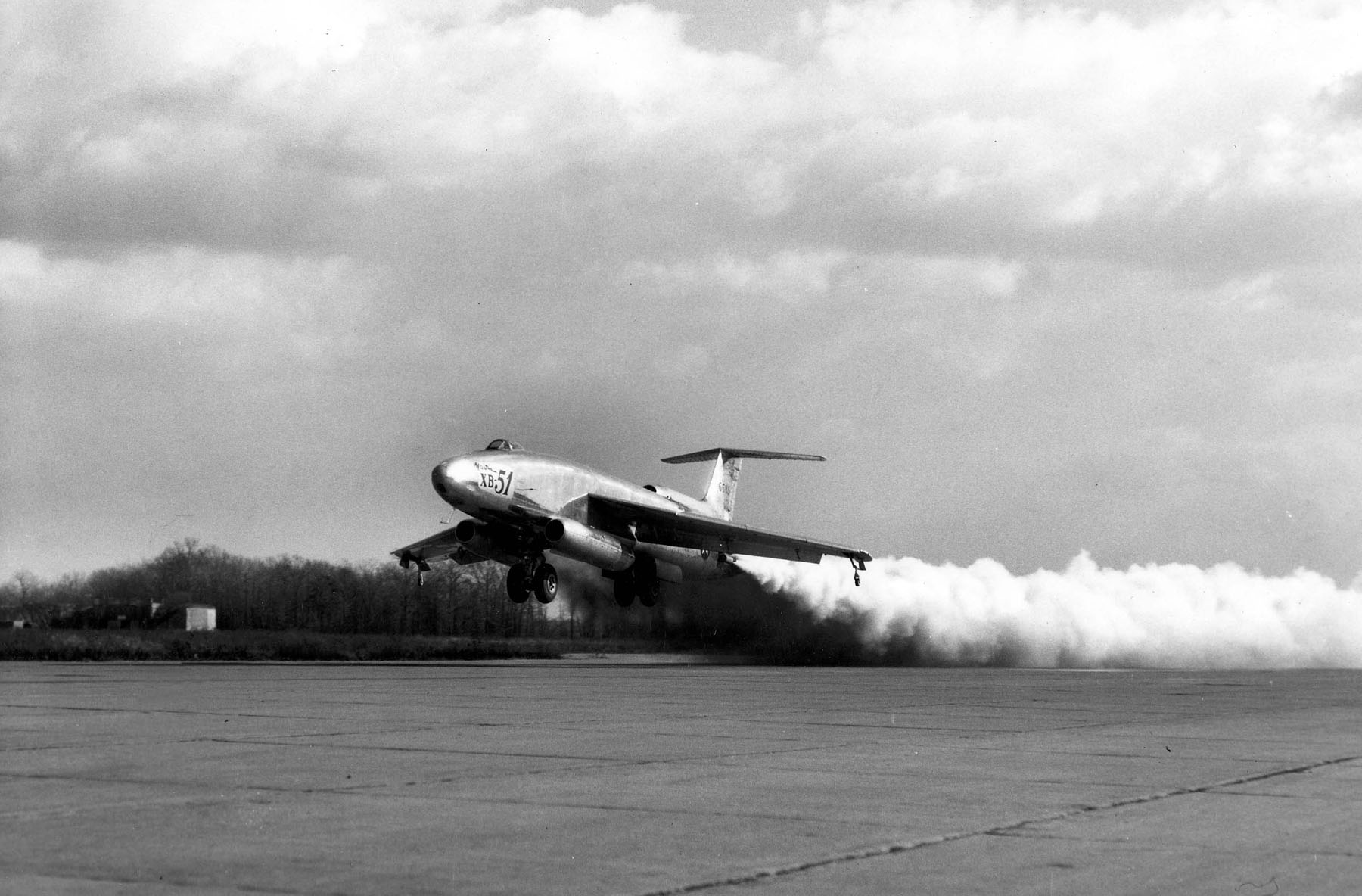
Probando el despegue con botellas RATO.

El poco ortodoxo diseño resultante, volado por primera vez el 28 de octubre de 1949, estaba equipado (inusualmente para un avión de combate) con tres motores, en este caso General Electric J47: uno en el extremo de la cola con una toma de aire en la base de la deriva, y dos por debajo del fuselaje delantero en góndolas. Las innovadoras alas de incidencia variable, aflechadas 35º y con un ángulo anhedral de 6º, estaban equipadas con slats de borde de ataque y flaps de envergadura total. Los spoilers generaban la mayor parte del control de alabeo y los pequeños alerones proporcionaban sensación para el piloto. La combinación del ajuste de la incidencia variable y de los flaps ranurados permitía una carrera de despegue más corta. Cuatro botellas de Despegue Asistido por Cohetes (RATO) de 4,24 kN de empuje con una duración del encendido de 14 segundos podían ser instaladas en el fuselaje trasero para mejorar las prestaciones al despegue. Se realizaron espectaculares lanzamientos en los últimos vuelos de pruebas.
El tren de aterrizaje principal consistía en juegos dobles de ruedas en tándem en el fuselaje, similar al Boeing B-47 Stratojet, con ruedas estabilizadoras en las puntas alares (probadas originalmente en un Martin B-26 Marauder bautizado "Middle River Stump Jumper"). El B-51 era un diseño grande pero aerodinámicamente "limpio", que incorporaba internamente casi todos los sistemas principales. El avión fue equipado con una bodega de bombas rotatoria, de diseño Martin; las bombas también podían ser llevadas externamente hasta una carga máxima de 4700 kg, aunque la misión básica especificada requería solamente una carga de 1814 kg. Habrían sido instalados ocho cañones de 20 mm montados en el morro en los aviones de producción.
La provisión de la tripulación era para un piloto bajo una cubierta de burbuja de tipo "caza" y un operador/navegador del sistema de bombardeo y navegación de corto alcance (SHORAN) en un compartimiento situado más abajo y en la parte trasera de la cabina (solo había una pequeña ventana de observación). Ambos miembros de la tripulación disponían de un entorno presurizado con aire acondicionado, equipado con asientos eyectables hacia arriba. El XB-51 fue el primer avión de Martin equipado con asientos eyectables, siendo éstos de diseño propio.

## Historia operacional

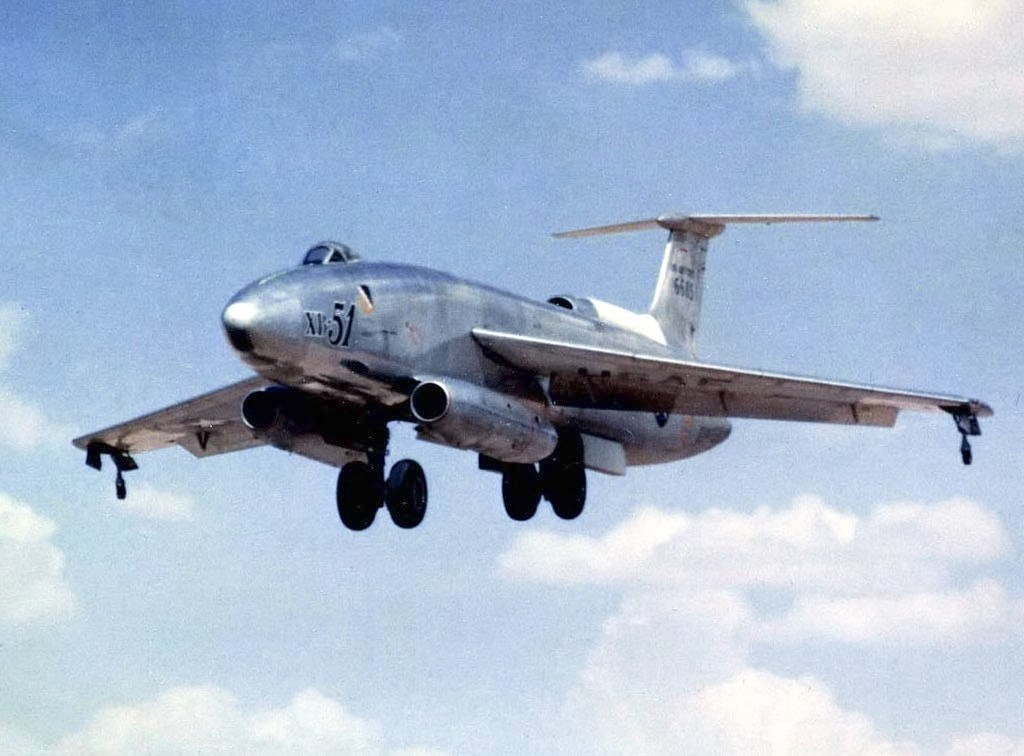
Una toma del 46-685 en la aproximación, de los archivos del Museo Nacional de la USAF.

En 1950, la Fuerza Aérea de los Estados Unidos emitió un nuevo requerimiento, basado en las primeras experiencias de la Guerra de Corea, por un incursor nocturno/bombardero para reemplazar al Douglas A-26 Invader. El XB-51 fue presentado, así como el Avro Canada CF-100 y el English Electric Canberra; el Canberra y el XB-51 surgieron como favoritos. El XB-51 era un avión altamente maniobrable a baja cota, y sustancialmente más rápido que el Canberra (su "cambio de velocidad" era más rápido que la mayoría de los aviones de caza de la época). Sin embargo, su limitado factor de carga de sólo 3,67 g (36 m/s2) restringía los giros cerrados, y la autonomía del XB-51 era sustancialmente más pobre que la del Canberra; esto último demostró ser un factor decisivo. Adicionalmente, se pensó que el tren de aterrizaje principal en tándem más los estabilizadores del XB-51 no eran apropiados para cubrir los requerimientos de volar desde aeródromos avanzados de emergencia.
El Canberra fue seleccionado para su compra y el XB-51 fue oficialmente cancelado por la USAF. Sin embargo, Martin fue seleccionada para construir 250 Canberra bajo licencia, con la designación Martin B-57. Fue propuesto un "Super Canberra", incluyendo otras características del XB-51, como alas y planos de cola en flecha. Este proyecto (aunque prometía mucha mejor velocidad y prestaciones) nunca alcanzó la etapa de prototipo, principalmente debido a que los muchos cambios habrían llevado demasiado tiempo de realización y pruebas, antes de que pudiera ser puesto en producción.
Las pruebas de vuelo del XB-51 continuaron con propósitos de investigación, después de la cancelación del programa. El segundo prototipo, el 46-686, que voló por primera vez en 1950, se estrelló el 9 de mayo de 1952 mientras realizaba acrobacias a baja cota. El primer prototipo, el 46-685, continuó volando, incluyendo la aparición en la película Al borde del infierno (Toward the Unknown) como el caza "Gilbert XF-120". El prototipo superviviente estaba de camino a la Eglin AFB para rodar metraje adicional, cuando se estrelló durante el despegue, después de una parada de reaprovisionamiento en El Paso, Texas, el 25 de marzo de 1956.

## Operadores
Estados Unidos
- Fuerza Aérea de los Estados Unidos

## Especificaciones
Referencia datos: U.S. Standard Aircraft Characteristics

### Características generales
- Tripulación: Dos (piloto y navegador/operador SHORAN)
- Longitud: 25,9 m (85 ft)
- Envergadura: 16,2 m (53,1 ft)
- Altura: 5,3 m (17,4 ft)
- Superficie alar: 50,9 m² (547,9 ft²)
- Peso vacío: 14 019 kg (30 897,9 lb)
- Peso cargado: 26 251 kg (57 857,2 lb)
- Peso máximo al despegue: 28 328 kg (62 434,9 lb)
- Planta motriz: 3× turborreactor General Electric J47-GE-13.
  - Empuje normal: 23 kN (2345 kgf; 5171 lbf) de empuje cada uno.

### Rendimiento
- Velocidad máxima operativa (Vno): 1037 km/h (644 MPH; 560 kt) a nivel del mar
- Alcance: 1730 km (934 nmi; 1075 mi)
- Alcance en ferry: 2324 km
- Techo de vuelo: 12 725 m (41 749 ft)
- Régimen de ascenso: 33,5 m/s (6594 ft/min)
- Carga alar: 515,6 kg/m² (105,6 lb/ft²)
- Empuje/peso: 0,27

### Armamento
- Cañones: 

  - 8x cañón automático M24 de 20 mm con 1280 disparos
- Bombas: 

  - Hasta 4720 kg llevadas internamente u
- Cohetes: 

  - 8x Cohete Aéreo de Alta Velocidad (HVAR)

## Aeronaves relacionadas

### Aeronaves similares
- English Electric Canberra

### Secuencias de designación
- Secuencia Numérica (interna de Martin): ← 210 - 219 - 223 - 234 - 237 - 247 - 259 - 270 - 272 - 290 →
- Secuencia A-_ (Aviones de Ataque del USAAC/USAAF, 1924-1948): ← A-42 - A-43 - A-44 - A-45
- Secuencia B-_ (Bombarderos del USAAC/USAAF/USAF, 1926-1962): ← B-48 - B-49 - B-50 - B-51 - B-52 - B-53 - B-54 →